# DUS4L
DUS4L (англ. Dihydrouridine synthase 4 like) – білок, який кодується однойменним геном, розташованим у людей на 7-й хромосомі. Довжина поліпептидного ланцюга білка становить 317 амінокислот, а молекулярна маса — 35 816.
| 10         |  | 20         |  | 30         |  | 40         |  | 50         |
| ---------- |  | ---------- |  | ---------- |  | ---------- |  | ---------- |
| MKSDCMQTTI |  | CQERKKDPIE |  | MFHSGQLVKV |  | CAPMVRYSKL |  | AFRTLVRKYS |
| CDLCYTPMIV |  | AADFVKSIKA |  | RDSEFTTNQG |  | DCPLIVQFAA |  | NDARLLSDAA |
| RIVCPYANGI |  | DINCGCPQRW |  | AMAEGYGACL |  | INKPELVQDM |  | VKQVRNQVET |
| PGFSVSIKIR |  | IHDDLKRTVD |  | LCQKAEATGV |  | SWITVHGRTA |  | EERHQPVHYD |
| SIKIIKENMS |  | IPVIANGDIR |  | SLKEAENVWR |  | ITGTDGVMVA |  | RGLLANPAMF |
| AGYEETPLKC |  | IWDWVDIALE |  | LGTPYMCFHQ |  | HLMYMMEKIT |  | SRQEKRVFNA |
| LSSTSAIIDY |  | LTDHYGI    |  |            |  |            |  |            |

A: Аланін

C: Цистеїн

D: Аспарагінова кислота

E: Глутамінова кислота

F: Фенілаланін

G: Гліцин

H: Гістидин

I: Ізолейцин

K: Лізин

L: Лейцин

M: Метіонін

N: Аспарагін

P: Пролін

Q: Глутамін

R: Аргінін

S: Серин

T: Треонін

V: Валін

W: Триптофан

Кодований геном білок за функцією належить до оксидоредуктаз. 
Задіяний у таких біологічних процесах, як процесинг тРНК, альтернативний сплайсинг. 
Білок має сайт для зв'язування з флавопротеїном. 